# 爱国学园短期大学
爱国学园短期大学（日语：／ Aikoku Gakuen Tanki Daigaku *），简称爱国短大，是一所位于日本东京都江户川区的私立短期大学。

## 概要

### 简介
- 学校最早可以追溯到1939年[1]。短期大学为于1962年开办[2]、由学校法人爱国学园经营。招収只女学生从开办。

### 历史
- 1960年 爱国学园女子短期大学成立并同时设置一个学科家政科[2]。学生数女26个人[3]。
- 1965年 商经科成立（招生到于1997年、正式停办于1999年12月22日[4]）。
- 1970年 改校名为爱国学园短期大学[4]。
- 1971年 开始招収男学生于商经科（到于1979年）。
- 1985年 家政科分离为两个专攻即家政专攻和食物营养专攻[4]。

## 学校环境
- 江户川校区：在东京都江户川区
  - 家政科
- 四街道校区：在千叶县四街道市
  - 商经科（停办于1999年）

## 历任校长
- 清水诚：第一代短期大学校长[3]。
- 小玉幸永：现在短期大学校长[5]

## 组织

### 学科
- 家政科
  - 家政专攻
  - 食物营养专攻
- 商经科[注 1]

### 专科
| - 没有 |

### 业余课程
| - 没有 |

## 相关链接
- 日本短期大学列表